# Moscow Patriots
I Moscow Patriots – (RU)  Московские Патриоты – sono una squadra di football americano di Mosca, in Russia; fondati nel 2001, hanno vinto 15 campionati nazionali e la EFAF Eastern Cup.
Nel 2016 hanno assorbito la squadra femminile delle "Moscow Dragonflies".
Nel 2022 hanno partecipato al campionato in collaborazione con i Sechenov Phoenix.

## Dettaglio stagioni

### Tornei nazionali

#### Campionato

##### LAF/Campionato russo/EESL
| Stagione | regular season | regular season | regular season | regular season | regular season | regular season | playoff | playoff | playoff | playoff | playoff | playoff      | playoff                   |
|          | Vin            | Par            | Per            | Tot            | PF             | PS             | Vin     | Per     | Tot     | PF      | PS      | risultato    | avversaria                |
| -------- | -------------- | -------------- | -------------- | -------------- | -------------- | -------------- | ------- | ------- | ------- | ------- | ------- | ------------ | ------------------------- |
| 2014     | 5              | 0              | 0              | 5              | 264            | 19             | 3       | 0       | 3       | 84      | 45      | Campioni     | Astrakhan Gladiators      |
| 2015     | 7              | 0              | 1              | 8              | 325            | 64             | 1       | 1       | 2       | 45      | 37      | Russkij Bowl | Sankt Petersburg Griffins |
| 2016     | 7              | 0              | 0              | 7              | 219            | 27             | 2       | 0       | 2       | 41      | 15      | Campioni     | Moscow Spartans           |
| 2017     | 6              | 0              | 1              | 7              | 277            | 20             | 2       | 0       | 2       | 61      | 26      | Campioni     | Sankt Petersburg Griffins |
| 2018     | 6              | 0              | 1              | 7              | 230            | 55             | 1       | 1       | 2       | 45      | 21      | Russkij Bowl | Moscow Spartans           |
| 2019     | -              | -              | -              | -              | -              | -              | 1       | 0       | 1       | 13      | 0       | Campioni     | Perm Steel Tigers         |
| 2020     | 0              | 0              | 4              | 4              | 24             | 123            | -       | -       | -       | -       | -       | -            | -                         |
| 2021     | 2              | 0              | 3              | 5              | 56             | 125            | 1       | 1       | 2       | 20      | 23      | Finale       | Moscow Spartans           |
| Totale   | 33             | 0              | 10             | 43             | 1395           | 433            | 11      | 3       | 14      | 309     | 167     |              |                           |

Fonti: Enciclopedia del Football - A cura di Roberto Mezzetti

##### WLAF Russia
| Stagione | regular season | regular season | regular season | regular season | regular season | regular season | playoff | playoff | playoff | playoff | playoff | playoff     | playoff    |
|          | Vin            | Par            | Per            | Tot            | PF             | PS             | Vin     | Per     | Tot     | PF      | PS      | risultato   | avversaria |
| -------- | -------------- | -------------- | -------------- | -------------- | -------------- | -------------- | ------- | ------- | ------- | ------- | ------- | ----------- | ---------- |
| 2021     | 2              | 0              | 2              | 4              | 78             | 106            | -       | -       | -       | -       | -       | Terzo posto | -          |
| Totale   | 2              | 0              | 2              | 4              | 78             | 106            | -       | -       | -       | -       | -       |             |            |

Fonti: Enciclopedia del Football - A cura di Roberto Mezzetti

### Tornei internazionali

#### European Football League (1986-2013)
| Stagione | regular season | regular season | regular season | regular season | regular season | regular season | playoff | playoff | playoff | playoff | playoff | playoff    | playoff        |
|          | Vin            | Par            | Per            | Tot            | PF             | PS             | Vin     | Per     | Tot     | PF      | PS      | risultato  | avversaria     |
| -------- | -------------- | -------------- | -------------- | -------------- | -------------- | -------------- | ------- | ------- | ------- | ------- | ------- | ---------- | -------------- |
| 2004     | 2              | 0              | 0              | 2              | 49             | 17             | 0       | 1       | 1       | 13      | 49      | Semifinale | Vienna Vikings |
| 2005     | 0              | 0              | 1              | 1              | 19             | 24             | -       | -       | -       | -       | -       | -          | -              |
| 2006     | 0              | 0              | 2              | 2              | 14             | 72             | -       | -       | -       | -       | -       | -          | -              |
| 2007     | 1              | 0              | 1              | 2              | 32             | 72             | -       | -       | -       | -       | -       | -          | -              |
| 2008     | 0              | 0              | 1              | 1              | 6              | 17             | -       | -       | -       | -       | -       | -          | -              |
| 2009     | 0              | 0              | 2              | 2              | 13             | 82             | -       | -       | -       | -       | -       | -          | -              |
| Totale   | 3              | 0              | 7              | 10             | 133            | 284            | 0       | 1       | 1       | 13      | 49      |            |                |

Fonti: Enciclopedia del Football - A cura di Roberto Mezzetti

#### IFAF Europe Champions League
| Stagione | regular season | regular season | regular season | regular season | regular season | regular season | playoff | playoff | playoff | playoff | playoff | playoff   | playoff    |
|          | Vin            | Par            | Per            | Tot            | PF             | PS             | Vin     | Per     | Tot     | PF      | PS      | risultato | avversaria |
| -------- | -------------- | -------------- | -------------- | -------------- | -------------- | -------------- | ------- | ------- | ------- | ------- | ------- | --------- | ---------- |
| 2017     | -              | -              | -              | -              | -              | -              | -       | -       | -       | -       | -       | -         | -          |
| Totale   | -              | -              | -              | -              | -              | -              | -       | -       | -       | -       | -       |           |            |

Fonti: Enciclopedia del Football - A cura di Roberto Mezzetti

#### CEFL
| Stagione | regular season | regular season | regular season | regular season | regular season | regular season | playoff | playoff | playoff | playoff | playoff | playoff   | playoff    |
|          | Vin            | Par            | Per            | Tot            | PF             | PS             | Vin     | Per     | Tot     | PF      | PS      | risultato | avversaria |
| -------- | -------------- | -------------- | -------------- | -------------- | -------------- | -------------- | ------- | ------- | ------- | ------- | ------- | --------- | ---------- |
| 2018     | 0              | 0              | 2              | 2              | 41             | 95             | -       | -       | -       | -       | -       | -         | -          |
| Totale   | 0              | 0              | 2              | 2              | 41             | 95             | -       | -       | -       | -       | -       |           |            |

Fonti: Enciclopedia del Football - A cura di Roberto Mezzetti

#### CEFL Cup
| Stagione | regular season | regular season | regular season | regular season | regular season | regular season | playoff | playoff | playoff | playoff | playoff | playoff          | playoff     |
|          | Vin            | Par            | Per            | Tot            | PF             | PS             | Vin     | Per     | Tot     | PF      | PS      | risultato        | avversaria  |
| -------- | -------------- | -------------- | -------------- | -------------- | -------------- | -------------- | ------- | ------- | ------- | ------- | ------- | ---------------- | ----------- |
| 2019     | -              | -              | -              | -              | -              | -              | 0       | 1       | 1       | 19      | 40      | Quarti di finale | ITÜ Hornets |
| Totale   | -              | -              | -              | -              | -              | -              | 0       | 1       | 1       | 19      | 40      |                  |             |

Fonti: Enciclopedia del Football - A cura di Roberto Mezzetti

#### Eastern Cup
| Stagione | regular season | regular season | regular season | regular season | regular season | regular season | playoff | playoff | playoff | playoff | playoff | playoff   | playoff     |
|          | Vin            | Par            | Per            | Tot            | PF             | PS             | Vin     | Per     | Tot     | PF      | PS      | risultato | avversaria  |
| -------- | -------------- | -------------- | -------------- | -------------- | -------------- | -------------- | ------- | ------- | ------- | ------- | ------- | --------- | ----------- |
| 2010     | -              | -              | -              | -              | -              | -              | 2       | 0       | 2       | 41      | 0       | Campioni  | Minsk Zubrs |
| Totale   | -              | -              | -              | -              | -              | -              | 2       | 0       | 2       | 41      | 0       |           |             |

Fonti: Enciclopedia del Football - A cura di Roberto Mezzetti

### Tornei locali

#### WLAF Moscow
| Stagione | regular season | regular season | regular season | regular season | regular season | regular season | playoff | playoff | playoff | playoff | playoff | playoff       | playoff    |
|          | Vin            | Par            | Per            | Tot            | PF             | PS             | Vin     | Per     | Tot     | PF      | PS      | risultato     | avversaria |
| -------- | -------------- | -------------- | -------------- | -------------- | -------------- | -------------- | ------- | ------- | ------- | ------- | ------- | ------------- | ---------- |
| 2018     | 4              | 0              | 2              | 6              | 181            | 64             | -       | -       | -       | -       | -       | Secondo posto | -          |
| 2019     | 1              | 0              | 3              | 4              | 54             | 119            | -       | -       | -       | -       | -       | Secondo posto | -          |
| 2020     | 1              | 0              | 1              | 2              | 56             | 22             | -       | -       | -       | -       | -       | Campionesse   | -          |
| Totale   | 6              | 0              | 6              | 12             | 291            | 205            | -       | -       | -       | -       | -       |               |            |

Fonti: Enciclopedia del Football - A cura di Roberto Mezzetti

### Riepilogo fasi finali disputate
| Anno              | Luogo      | Evento           | Fase del torneo  | Incontro                                    | Risultato |
| 13 giugno 2004    | Vienna     | EFL              | Semifinale       | Vienna Vikings - Moscow Patriots            | 49 - 13   |
| 11 luglio 2010    | Minsk      | Eastern Cup      | Finale           | Moscow Patriots - Minsk Zubrs               | 6 - 0     |
| 13 settembre 2014 | Mosca      | Campionato russo | Russkij Bowl     | Moscow Patriots - Astrakhan Gladiators      | 27 - 12   |
| 6 settembre 2015  | Zelenograd | Campionato russo | Russkij Bowl     | Moscow Patriots - Sankt Petersburg Griffins | 21 - 37   |
| 8 ottobre 2016    | Zelenograd | LAF              | Russkij Bowl     | Moscow Patriots - Moscow Spartans           | 12 - 7    |
| 2 settembre 2017  | Mosca      | LAF              | Russkij Bowl     | Sankt Petersburg Griffins - Moscow Patriots | 6 - 24    |
| 2 settembre 2018  | Mosca      | LAF              | Russkij Bowl     | Moscow Spartans - Moscow Patriots           | 7 - 3     |
| 13 aprile 2019    |            | CEFL Cup         | Quarti di finale | ITÜ Hornets - Moscow Patriots               | 40 - 19   |
| 17 agosto 2019    | Zelenograd | Campionato russo | Russkij Bowl     | Moscow Patriots - Perm Steel Tigers         | 13 - 0    |
| 1º agosto 2021    | Korolëv    | EESL             | Finale           | Moscow Spartans - Moscow Patriots           | 13 - 3    |

## Palmarès
- 14 Campionati russi (2002-2012, 2014, 2016, 2017)
- 1 EFAF Eastern Cup (2010)